# Prix John K. Fairbank
Le prix John K. Fairbank est décerné tous les ans par la Société américaine d'histoire à l'auteur d'un livre sur l'histoire de la Chine, du Vietnam, de l'Asie centrale chinoise, de la Mongolie, de la Mandchourie, de la Corée ou du Japon depuis l'an 1800. Le prix a été fondé en 1969 en l'honneur de l'historien de l'est-asiatique John King Fairbank.

## Liste des lauréats
1969
Harold Z. Schiffrin, Sun Yat-Sen and the Origins of the Chinese Revolution (Univ. of California Press)
Tetsuo Najita, Hara Kei in the Politics of Compromise, 1905-15 (Harvard University Press)
1971
Jerome B. Grieder, Hu Shih and the Chinese Renaissance: Liberalism in the Chinese Revolution, 1917-37 (Harvard Univ. Press)
1973
William G. Beasley, The Meiji Restoration (Stanford Univ. Press)
1975
Yu-wen Jen, The Taiping Revolutionary Movement (Yale Univ. Press)
1977
Gail Lee Bernstein, Japanese Marxist: A Portrait of Kawakami Hajime, 1879-1946 (Harvard Univ. Press)
1979
Guy S. Alitto, The Last Confucian: Liang Shu-ming and the Chinese Dilemma of Modernity (Univ. of California Press)
1981
Conrad Totman, The Collapse of the Tokugawa Bakufu, 1862-68 (Univ. of Hawaii Press)
1983
Bruce Cumings, The Origins of the Korean War: Liberation and the Emergence of Separate Regimes, 1945-47 (Princeton Univ. Press)
1985
Philip C. Huang, The Peasant Economy and Social Change in North China (Stanford Univ. Press)
1986
Carol Gluck, Japan's Modern Myths: Ideology in the Late Meiji Period (Princeton Univ. Press)
1987
Joseph W. Esherick, The Origins of the Boxer Uprising (Univ. of California Press)
1988
Sheldon Garon (en). The State and Labor in Modern Japan Univ. of California Press.
1989
Prasenjit Duara (en), Culture, Power, and the State: Rural North China, 1900-42 (Stanford University Press, 1989)
1990
Miriam Silverberg, Changing Song: The Marxist Manifestos of Nakano Shigeharu (Princeton Univ. Press)
1991
Andrew Gordon. Labor and Imperial Democracy in Prewar Japan. Univ. of California Press
1992
Carter J. Eckert (en), Offspring of Empire: The Ko-ch'ang Kims and the Colonial Origins of Korean Capitalism, 1876-1945 (Univ. of Washington Press)
Kathryn Bernhardt, Rents, Taxes, and Peasant Resistance: The Lower Yangzi Region, 1840-1950 (Stanford Univ. Press)
1993
Elizabeth J. Perry (en), Shanghai on Strike (Stanford Univ. Press)
Tanaka, Stefan, Japan's Orient : Rendering Pasts into History, Berkeley, University of California Press, 1993 (ISBN 0-520-07731-8)
1994
Kenneth Pomeranz, (en) The making of a hinterland : state, society, and economy in inland north China, 1853-1937, Berkeley, University of California Press, 1993, 336 p. (ISBN 0-520-08051-3)
1995
Kären E. Wigen, The Making of Japanese Periphery, 1750-1920 (Univ. of California Press)
1996
David G. Marr. Vietnam 1945: The Quest for Power. Univ. of California Press.
1997
Paul Cohen (en). History in Three Keys : The Boxers as Event, Experience, and Myth, New York, Columbia University Press, 1997, 428 p. (ISBN 0-231-10650-5)
1998
Louise Young, Japan's Total Empire: Manchuria and the Culture of Wartime Imperialism (Univ. of California Press)
1999
John W. Dower. Embracing Defeat : Japan in the Wake of World War II, New York, W.W. Norton & Co./New Press, 1999, 676 p. (ISBN 0-393-04686-9)
2000
Kenneth Pomeranz. (en) The Great Divergence: Europe, China, and the Making of the Modern World Economy, Princeton, NJ, Princeton University Press, 2000, 382 p. (ISBN 0-691-00543-5)
2001
Peter Zinoman, The Colonial Bastille: A History of Imprisonment in Vietnam, 1862-1940 (Univ. of California Press)
2002
Julia Adeney Thomas, Reconfiguring Modernity: Concepts of Nature in Japanese Political Ideology (Univ. of California Press)
2003
Norman J. Girardot, The Victorian Translation of China: James Legge's Oriental Pilgrimage(Univ. of California Press)
2004
Jordan Sand, House and Home in Modern Japan: Architecture, Domestic Space, and Bourgeois Culture, 1880-1930 (Harvard Univ. Asia Center)
2005
Ruth Rogaski, Hygienic Modernity: Meanings of Health and Disease in Treaty-Port China (Univ. of California Press)
2006
(en) Zelin, Madeleine, The merchants of Zigong : industrial entrepreneurship in early modern China, New York, Columbia University Press, 2005, 406 p. (ISBN 0-231-13596-3, lire en ligne)
2007
Eugenia Y. Lean, Public Passions: The Trial of Shi Jianqiao and the rise of Popular Sympathy in Republican China (Univ. of California Press)
2008
(en) Mann, Susan, The Talented Women of the Zhang Family, Berkeley, University of California Press, 2007, 322 p. (ISBN 978-0-520-25089-5, lire en ligne)
2009
Klaus Muehlhahn, Criminal Justice in China: A History (Harvard Univ. Press)
2010
James C. Scott, The Art of Not Being Governed: An Anarchist History of Upland Southeast Asia (Yale Univ. Press)
2012
Jun Uchida, Brokers of Empire: Japanese Settler Colonialism in Korea, 1876-1945 (Harvard East Asian Monographs)
2011
Carol A. Benedict, Golden-Silk Smoke: A History of Tobacco in China, 1550-2010 (Univ. of California Press)
2013
Barbara Mittler (en). (en) A continuous revolution : making sense of cultural revolution culture, Cambridge, Mass., Harvard University Asia Center, 2012, 486 p. (ISBN 978-0-674-06581-9)

## Source de la traduction
- (en) Cet article est partiellement ou en totalité issu de l’article de Wikipédia en anglais intitulé « John K. Fairbank Prize » (voir la liste des auteurs).